# Glenn Beck

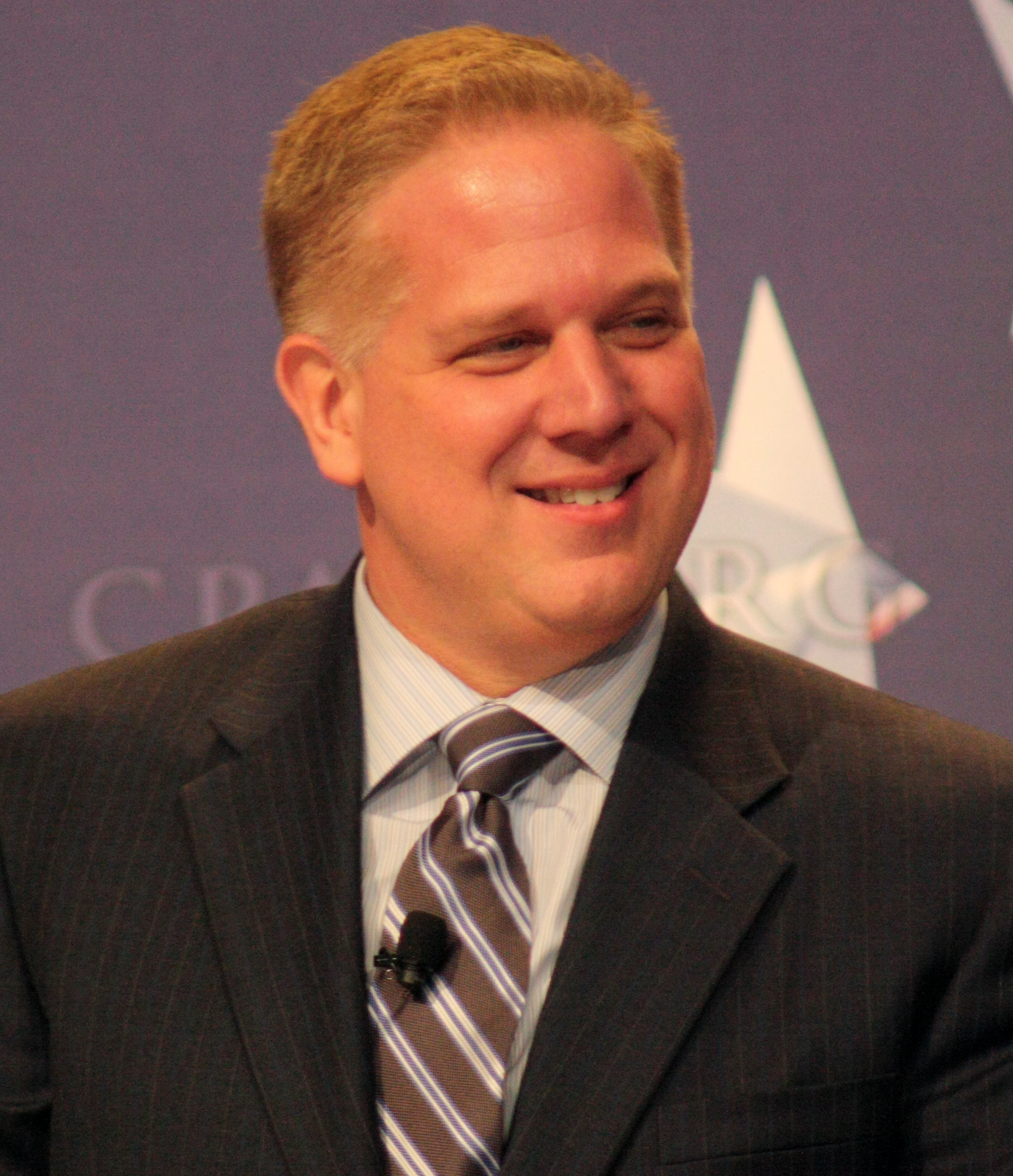
Glenn Beck

Glenn Lee Beck, född 10 februari 1964 i Everett, Washington, är en amerikansk konservativ programledare i radio och TV. Hans radioprogram The Glenn Beck Program sänds via Premiere Radio Networks och han hade tidigare ett TV-program Glenn Beck som sändes via Fox News Channel.
Beck har bland annat utmärkt sig för att vara mycket kritisk mot president Barack Obama. Han har blivit mycket populär bland konservativa i USA men har också varit kontroversiell. Hans radioshow har runt 8 miljoner lyssnare och i april 2010 beräknade Forbes hans inkomster under de senaste 12 månaderna till 32 miljoner amerikanska dollar. Året dessförinnan beräknades hans inkomst till 23 miljoner dollar.
Han har också skrivit flera böcker, mestadels om politik men även en illustrerad julsaga, The Christmas Sweater och en roman, The Overton Window, som släpps 2010.
Beck och hans fru och barn konverterade 1999 till Jesu Kristi kyrka av sista dagars heliga.
Han liknade ungdomarna som dödades på Utöya med Hitlerjugend. Det var skottlossning på ett politiskt läger, som påminner lite om Hitlerjugend. Jag menar, vem är det som anordnar läger för ungdomar som handlar om politik? Det är alarmerande, sade Beck i sin radioshow.
Beck är en del av den amerikanska Tea Party-rörelsen och är klimatskeptiker. Becks politiska gärning har av historiken Sean Wilentz beskrivits som ett eko av John Birch Societys decennier gamla högerextremism genom sina konspirationsteorier och "enorma historiska oriktigheter".